# Sabrine Ingabire
Sabrine Ingabire (Rwanda, 1995) is een Belgische journaliste. Ze is hoofdredacteur van Lilith Magazine en schrijft en schreef voor NRC, MO*, De Morgen en Dipsaus. Van 2017 tot 2020 was ze jongerenadviseur bij de Vlaamse Jeugdraad.
Ingabire schreef een bijdrage aan het boek Zwart met Afro-Europese literatuur uit de Lage Landen, onder redactie van Vamba Sherif en Ebissé Wakjira (2018, ISBN 9789025451547) en een bijdrage aan het boek Liberté, égalité, Beyoncé (augustus 2021, De Geus, 9789083112268) met verhalen/essays over de invloed van Beyoncé, samenstelling en voorwoord door Munganyende Hélène Christelle, met bijdragen van Rowan Blijd, Ernestine Comvalius, Babeth Fonchie Fotchind, Clarice Gargard, Dalilla Hermans, Angelique Houtveen, Sabrine Ingabire, Soe Nsuki, Amanda Rijff en Marian Spier.
Op 23 januari 2024 werd haar debuutroman Lotgenoten gepubliceerd door Dipsaus in samenwerking met Uitgeverij Pluim. De hoofdpersoon van de roman is Ajali, een Rwandees-Belgische tiener, die met haar ouders en haar oudere broer Benjamin in Gent woont; ze wonen in "het land dat haar moederland koloniseerde".